# Niels Duedahl
Niels Duedahl (født 16. oktober 1966) er administrerende direktør i energi- og telekoncernen Norlys. I løbet af karrieren har han blandt andet været Vice President i TDC og i LEGO før han kom til SE i 2009 (tidligere Syd Energi, nu fusioneret med Eniig til Norlys).
Under Niels Duedahls lederskab er SE blevet en markant aktør på energi- og telemarkedet. Siden sin tiltrædelse i 2009 er SE’s forretning tredoblet, både som følge af organisk vækst, men også gennem en række opkøb, hvor det mest markante er Stofa i 2013.
I 2013 blev Niels Duedahl kåret til årets leder, der uddeles af organisationen Lederne.
Niels Duedahl tog i 2015 initiativ til tænketanken og visionsstudiet ’Big Future’, der udforsker, hvordan Danmark og dansk erhvervsliv i fremtiden kan skabe mere holdbar vækst i en verden der er præget af store globale forandringer.
Niels Duedahl er opvokset i Varde, og var i sine unge år overbevist om, at han skulle være landmand. Han kommer fra en familie, hvor man altid er forpligtet til at yde sit bedste, og specielt farfaren var en stor inspirationskilde. Af ham lærte Niels Duedahl allerede i en tidlig alder om det at drive forretning og om at behandle sine kunder ordentligt. Værdier som senere har været drivkraft for hans karriere.
Efter studentereksamen flyttede Niels Duedahl til København, hvor han blev uddannet cand.polit fra Københavns Universitet i 1992. Samme år fik han ansættelse i Jyske Bank.
I 1999 blev Niels Duedahl ansat i TDC, hvor han hurtigt arbejde sig op i Hierarkiet. I 2002 skiftede han til en stilling som Adm. Direktør for TeleBilling A/S før han i 2003 blev hentet til LEGO, der på det tidspunkt befandt sig i dyb krise.
I løbet af sine seks år hos LEGO var Niels Duedahl, i sine stillinger som hhv. Vice President for global indkøb og Vice President for global produktion, med til at restrukturere LEGO, bl.a. gennem reducering af kompleksitet, samt ved at ændre koncernens supply chain markant. Med sig fra LEGO tog Niels Duedahl også en læring om en utrolig stærk virksomhedskultur, som han havde lært at kende på nærmeste hold.
I 2009 blev Niels Duedahl tilbudt jobbet som topchef for SE. Her så han en fantastisk udfordring i det andelsejede energiselskab, hvor han straks gik i gang med at rippe op i energiselskabets gamle kultur og skabe et forretningsmæssigt mere ekspansivt SE. Den værdibaserede virksomhedskultur og det store ambitionsniveau tog han med sig fra sin tid i LEGO.
Siden sin tiltrædelse i 2009 er store forandringer sket i SE. Et helt nyt plus-energi domicil i Esbjerg er taget i brug, opkøbet af Stofa har været et springbræt til at nå ud til hele Danmark, et joint-venture med PFA har skabt Danmarks største operatør af landbaserede vindmøller og i løbet af de seneste syv år er det lykkedes for andelsselskabet at fusionere med tre andre andelsejede energiselskaber.
I 2024 blev Niels Duedahl udpeget til ny Group CEO i Danish Crown.
Privat er Niels Duedahl gift med Nanna Ulrich Gudum (f. 1968), Vice President LEGO, som han har seks sammenbragte børn med: Anne (f. 1991), Signe (f. 1995), Ellen (f. 1996), Ida (f. 2002), Jakob (f. 2004) og Sarah (f. 2004). Familien er bosat i Nr. Vilstrup ved Vejle.

## Curriculum Vitae
- Adm. direktør, SE (Syd Energi a.m.b.a.) 2009 – 2020
- VP Produktion, LEGO System A/S November 2005 - April 2009 (3 år, 6 måneder)
- VP Indkøb, LEGO August 2004 - Oktober 2005 (1 år, 3 måneder)
- VP Produkt Teknologi, LEGO System A/S April 2003 - August 2004 (1 år, 5 måneder)
- Adm. direktør, TeleBilling A/S Januar 2002 - April 2003 (1 år, 4 måneder)
- VP Salg & Marketing, TDC A/S August 2000 - Januar 2002 (1 år, 6 måneder)
- VP, TDC Services A/S 1999 - 2000 (1 år)
- Konsulent, SAS Institute 1994 - 1997 (3 år)
- IT udvikler, Jyske Bank 1992 - 1994 (2 år)

### Bestyrelsesarbejde
- Bestyrelsesformand, Stofa Februar 2013 – i dag
- Bestyrelsesformand, SE Blue Equity August 2012 – i dag (1 år, 4 måneder)
- Bestyrelsesmedlem, Clever A/S Januar 2010 - August 2012 (2 år, 8 måneder)
- Bestyrelsesmedlem, Waoo a/s Januar 2010 - Juli 2012 (2 år, 7 måneder)
- Bestyrelsesmedlem, Project ZERO Januar 2010 - Juni 2012 (2 år, 6 måneder)
- Bestyrelsesformand, Vejle Boldklub A/S Maj 2009 - November 2009 (6 måneder)